# Tauató-pintado
O tauató-pintado ou açor-de-barriga-cinzenta (Accipiter poliogaster) é uma espécie de ave de rapina da família Accipitridae.
Pode ser encontrado nos seguintes países: Argentina, Bolívia, Brasil, Colômbia, Equador, Guiana Francesa, Guiana, Paraguai, Peru, Suriname e Venezuela.
Os seus habitats naturais são: florestas subtropicais ou tropicais úmidas de baixa altitude.
Habita florestas primárias e secundárias, bordas de mata e matas ciliares. De acordo com registros recentes, no litoral de São Paulo habita florestas de restingas e matas de baixa encosta.
No Estado de São Paulo, onde encontra-se na categoria de quase ameaçada (NT), a espécie foi observada em três ocasiões, no município de Peruíbe.
Em fevereiro de 1995, dois indivíduos (um adulto e um jovem) foram observados na Estação Ecológica Jureia-Itatins (Develey, 2004). A área abriga uma das maiores porções de Mata Atlântica bem conservada do país.
Em 13 agosto de 2010, por volta das 17:00 h, uma fêmea foi fotografada na Área Rural de Peruíbe (Bruno Lima, Marcio Ribeiro, João Marcelo e David Pasqualetti). A área é recoberta por floresta alta de restinga, e encontra-se sob forte pressão imobiliária. Na ocasião, a espécie foi fotografada e as fotos foram depositadas nos arquivos do site "Wikiaves" (www.wikiaves.com.br).
Em 30 de outubro de 2001, às 06:40 h, na mesma localidade, Marcio Ribeiro registrou um jovem pousado a poucos metros de distância do local do registro anterior. O registro fotográfico também foi depositado no site "Wikiaves".
Diante do acima relatado, é lícito concluir que a espécie se reproduz na região de Peruíbe, sendo que mais esforços são necessários para se conhecer seus hábitos reprodutivos.
Vale ressaltar que a área rural de Peruíbe possui uma extensa planície arenosa recoberta por floresta alta de restinga, onde habitam muitas outras espécies raras e ameaçadas, como: papagaio-de-cara-roxa (Amazona brasiliensis), araponga (Procnias nudicollis) e gralha-azul (Cyanocorax caeruleus) e sua conservação deve se dar de forma imediata, por meio da criação de Unidades de Conservação públicas e privadas.